# Sônia Dias
Sônia Dias (Salvador, 19 de fevereiro de 1947) é uma atriz e produtora brasileira, tendo trabalhado expressivamente em filmes desde o final da década de 1960. 
Fora dirigida por importantes nomes do cinema brasileiro, como Júlio Bressane, Orlando Senna, Joaquim Pedro de Andrade, Hugo Carvana, Miguel Faria Jr., Neville d'Almeida e Nelson Pereira dos Santos, cuja atuação em Tenda dos Milagres lhe rendeu o Trófeu Candango de Melhor Atriz Coadjuvante no Festival de Brasília de 1977. 
É mãe da dramaturga Manuela Dias. 

## Filmografia

### Cinema
| Ano  | Título                              | Personagem                    | Notas                |
| ---- | ----------------------------------- | ----------------------------- | -------------------- |
| 1969 | Meteorango Kid: Herói Intergalático | —                             | [ 3 ]                |
| 1970 | Caveira, My Friend                  | —                             | [ 4 ]                |
| 1973 | Vai Trabalhar, Vagabundo!           | —                             |                      |
| 1977 | Tenda dos Milagres                  | Ana Mercedes                  |                      |
| 1979 | Cidade pagã                         | Mulher elegante               |                      |
| 1980 | O Gigante da América                | —                             |                      |
| 1980 | Os 7 Gatinhos                       | Débora                        |                      |
| 1982 | Tabu                                | —                             |                      |
| 1982 | O Homem do Pau-Brasil               | —                             |                      |
| 1983 | O Mágico e o Delegado               | Moça no bordel                |                      |
| 1983 | O Cangaceiro Trapalhão              | Primeira-dama de Águas Lindas |                      |
| 1984 | Para Viver um Grande Amor           | —                             |                      |
| 1985 | Brás Cubas                          | —                             | Diretora de produção |
| 1989 | Marina, a Desejada                  | —                             |                      |
| 2012 | Matadouro                           | —                             | Produtora            |
| 2020 | Longe do Paraíso                    | Madame                        |                      |

## No teatro
- As Desgraças de uma Criança (1968)
- Uma Obra do Governo (1968)
- Tem Piriri no Pororó (1971)
- Tô com Fogo na Mironga (1971)
- Pega no Ganzê, Bota pra Ganzá (1971-1972)

## Prêmios e indicações
| Ano  | Associações          | Categoria                | Nomeações          | Resultado | Ref.  |
| ---- | -------------------- | ------------------------ | ------------------ | --------- | ----- |
| 1977 | Festival de Brasília | Melhor Atriz Coadjuvante | Tenda dos Milagres | Venceu    | [ 5 ] |